# جورج يوسف رشوان
جورج يوسف رشوان (1413-1325هـ الموافق 1992-1907م) شاعر مهجري عربي، وُلد في قرية زان (قضاء البترون - لبنان) أواخر العهد العثماني، وتوفي في البرازيل.

## حياته الشخصية
بدأ تعليمه في مدرسة القرية، ثم انتقل إلى مدرسة النصر في بلدة كفيفان المجاورة لبلدته، ودرس المرحلة الثانوية في مدرسة النصر ثم في مدرسة سيدة ميفوق التابعة لمدينة جبيل، وتخرج فيها. عمل بالتجارة في البرازيل، حيث هاجر إليها وهو في الثانية والعشرين من عمره، غير أنه تردد مرات على لبنان زائرًا ليعود إلى مغتربه مرة أخرى.

## شعره

### نهجه
شاعر وجداني، يسير شعره على نهج الخليل، عبر فيه عن خلجاته الروحية وأحاسيسه، وتأملاته في الحياة، وأمنياته. لاتخلو قصيدة له من أثر ملحوظ لذكر وطنه لبنان، ووجه أمه الذي يرى فيه وطنه وأمته. في شعره صراع بين قلبه الخافق بالحب والجمال، ونفسه المتألمة في سياق الواقع الاجتماعي المرير، وفيه شكوى وثورة وتمرد. وصفه بعض دارسيه بأنه «قارورة طيب، فكل بيت من قصائده نفحة عطر أو لفحة جمر أو عبقة زهر». قصيدته «صينية الدير» قصة طريفة ومفارقة لاذعة، تكشف عن رؤيته الشعرية للدنيا والدين.

### مؤلفاته
1. له ديوان بعنوان «أنفاس الجراح» - مكتبة كلاب - جبيل - لبنان
2. له قصائد نشرتها صحف ومجلات عصره، منها: «في تكريم جبران خليل جبران» (ريو دي جانيرو - البرازيل - الأحد 22 من نوفمبر - 1981) نشرتها مجلة الفصول - لبنان - ع7 - صيف 1981
3. له مجموعة شعرية مخطوطة بعنوان «أشعار للنار»[4]